# Лили-Роуз Деп
Лили-Роуз Мелоди Деп (енгл. Lily-Rose Melody Depp; Неји на Сени, 27. мај 1999) француско-америчка је глумица и манекенка. Од 2015. амбасадорка је робне куће Chanel.

## Биографија
Рођена је 27. маја 1999. године у Неји на Сени, односно западном делу Париза. Ћерка је америчког глумца, продуцента и музичара Џонија Депа и француске певачице, глумице и манкенке Ванесе Паради. Има млађег брата, Џека (Џон Кристофер Деп III). Тврди да има индијанско порекло преко свог оца.
Године 2012, након 14 година проведених заједно, њени родитељи су се раздвојили и договорили заједничко старатељство над њом, те живи на релацији између Лос Анђелеса, Париза и Њујорка.

## Филмографија

### Филм
| Улоге Лили-Роуз Деп |              |               |                   |             |
| Година              | Српски назив | Изворни назив | Улога             | Напомена    |
| 2014.               | Зубати       |               | девојка бр. 2     |             |
| 2016.               |              |               | Колин Колет       |             |
| 2016.               | Плесачица    |               | Изадора Данкан    |             |
| 2016.               |              | Кејт Барлоу   |                   |             |
| 2018.               |              |               | Палома            | кратки филм |
| 2018.               | Краљ         |               | Катарина од Валоа |             |
| 2021.               |              |               | Еми Кели          |             |
| 2021.               | Војаџери     |               | Села              |             |
| 2021.               |              | Софи          |                   |             |
| 2021.               |              | Сесил         |                   |             |
| 2024.               | Носферату    |               | Елен Хатер        |             |

### Телевизија
| Улоге Лили-Роуз Деп |              |               |        |              |
| Година              | Српски назив | Изворни назив | Улога  | Напомена     |
| 2023.               | Идол         |               | Џослин | главна улога |